# Friendship, Ohio
Friendship är en ort i Scioto County i delstaten Ohio, USA.